# 布雷勒河
布雷勒河（法語：Bresle，法語發音：[bʁɛl]）是法國的河流，位於該國西北部，流經瓦茲省、索姆省和濱海塞納省，河道全長72公里，集水區面積748平方公里，發源自阿邦庫爾，最終注入英吉利海峡，平均流量每秒7.5立方米。

## 外部連結
- （法文） Website  of the Institution Interdépartementale Oise, Seine-Maritime et Somme （页面存档备份，存于）
- Website about the history of glassmaking in the valley of the Bresle.
- （法文） Suggests walks in the valley of the Bresle.